# Ilimanaq

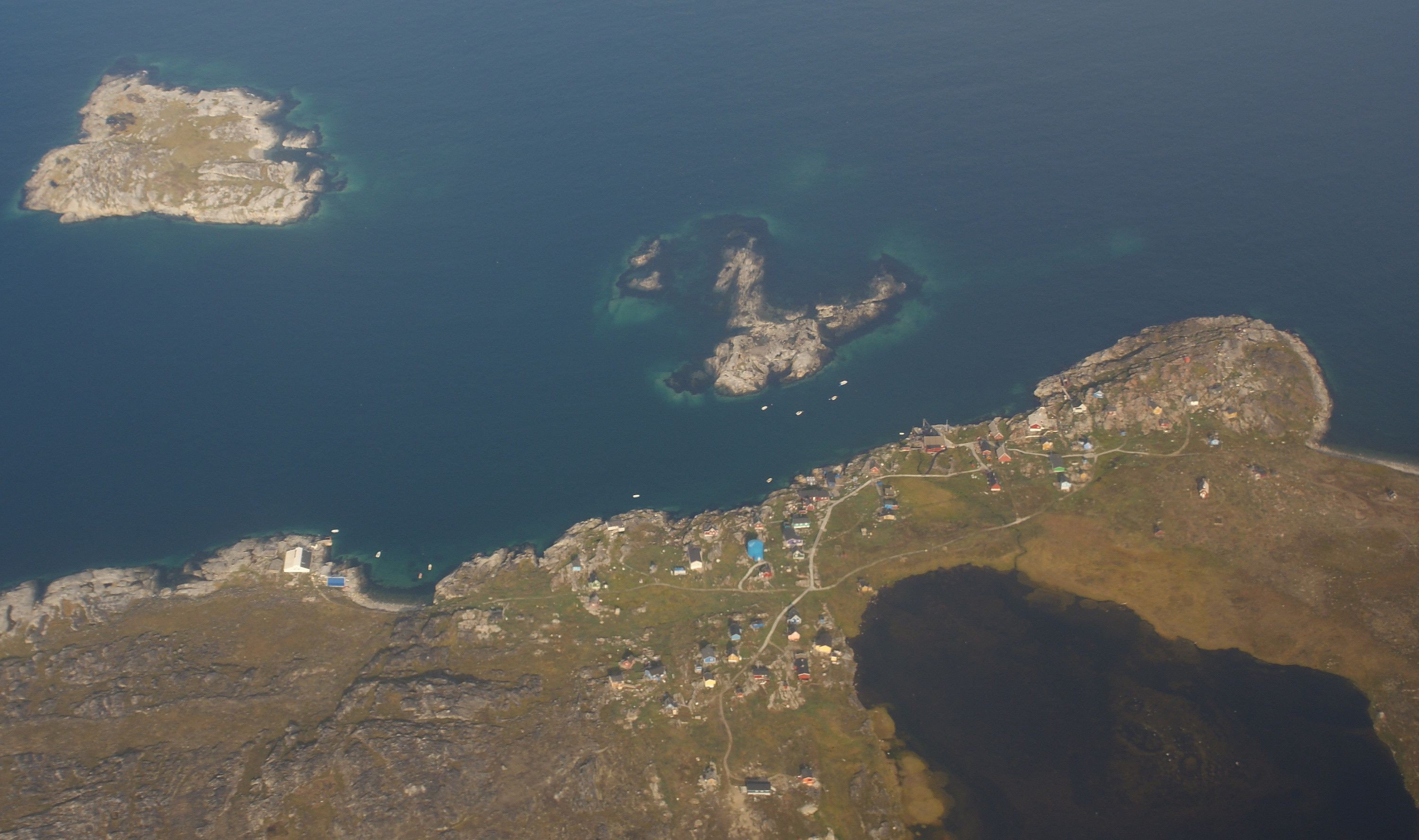
Ilimanaq.

Ilimanaq ("Förväntningsplatsen"; danskt namn: Claushavn) är en grönländsk bygd i Avannaata kommun. Platsen hade 53 invånare år 2020. 
Bygden är belägen cirka 15 kilometer söder om Ilulissat, på den östra delen av Diskobukten och söder om Ilulissat Isfjord, som är upptagen på Unescos världsarvslista. Från Ilimanaq har man en god utsikt över de många isberg som driver i Diskobukten.
De viktigaste näringarna är jakt, fiske och turism.